# 笠寺車站
笠寺車站（日语：／ Kasadera eki */?）是由東海旅客鐵道（JR東海）與日本貨物鐵道（JR貨物）所共同經營的鐵路車站，位於日本愛知縣名古屋市南區立脇町二丁目。笠寺車站除了是東海道本線沿線的車站之外，也是名古屋臨海鐵道（由JR貨物與名古屋港管理組合所共同出資成立的子公司）東港線匯入東海道本線的交會車站。
本站的站名源自附近被稱為笠寺觀音的天林山笠覆寺，由於相隔僅有3分鐘的徒步距離，經常有前往該寺參拜的香客利用笠寺車站進出。除此之外，由於本站西口直接就有行人通道連結名古屋市綜合體育館（名古屋市総合体育館，又暱稱為「日本碍子運動廣場」），當體育館有活動進行時也會替本站帶來大量的乘車人潮。
1943年設站的笠寺車站並不是附近第一個使用「笠寺」作為站名的車站，第一個使用此名的車站是位於名古屋鐵道（名鐵）名古屋本線上（當時稱為豐橋線）、設站於1917年的笠寺車站，但該站已在將站名轉給日本國鐵使用之後，改名為本笠寺。
雖然笠寺車站目前仍是JR貨物的使用車站，但僅剩利用一般公路運輸所進行的車攜貨物（車扱貨物）業務還在營運中，包括貨物列車等的鐵路貨運業務早已終止，也沒設有專用線。

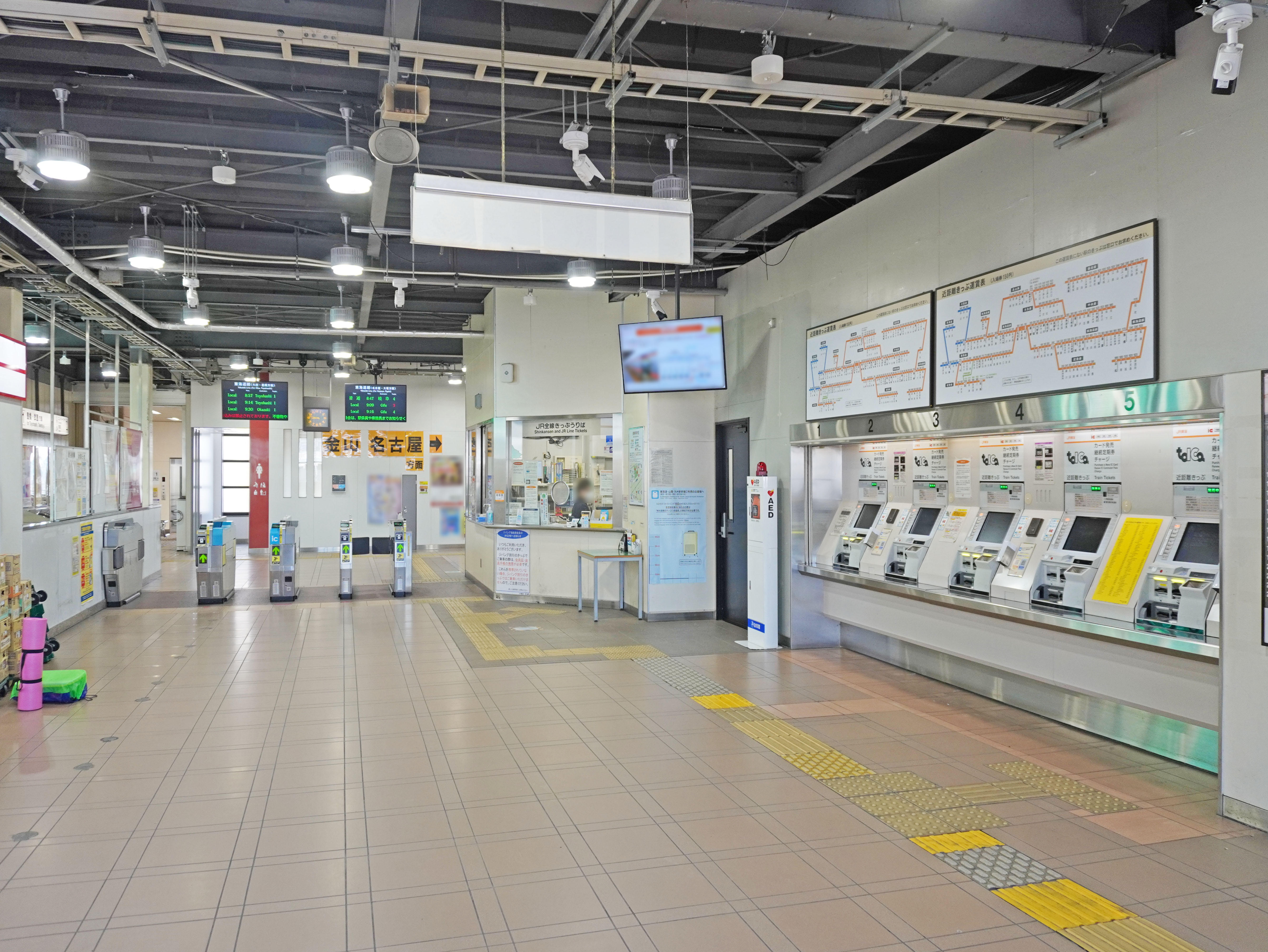
驗票口(2022年11月)

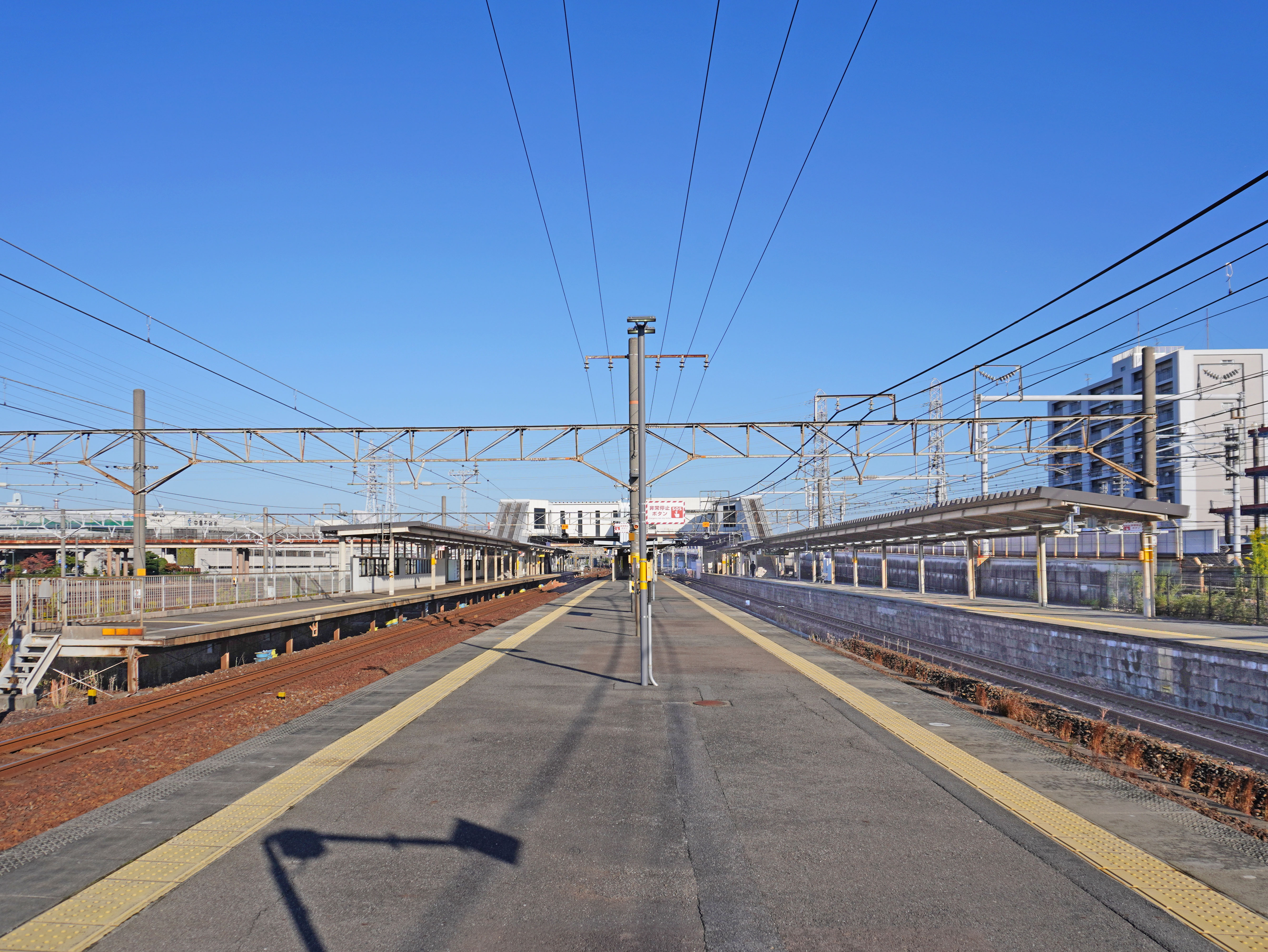
月台(2022年11月)

## 車站結構
本站為島式月台1面2線與側式月台2面2線，合計3面4線的地面車站。

### 月台配置
| 月台 | 路線       | 方向 | 目的地           | 備註     |
| ---- | ---------- | ---- | ---------------- | -------- |
| 1    | 東海道本線 | 上行 | 豐橋、武豐方向   |          |
| 2、3 | 東海道本線 | 上行 | 豐橋、武豐方向   | 待避列車 |
| 2、3 | 東海道本線 | 下行 | 名古屋、大垣方向 | 待避列車 |
| 4    | 東海道本線 | 下行 | 名古屋、大垣方向 |          |

## 使用情況
2018年度（平成30年度）上車人次合計2,826,114人，1日上車人次為7,743人。

## 相鄰車站
東海旅客鐵道
 東海道本線
■特別快速、■新快速、■快速、■區間快速
通過
■普通
大高（CA63）－笠寺（CA64）－熱田（CA65）
名古屋臨海鐵道
東港線
笠寺－東港

### 來源
1. 1 2  駅掲示用時刻表の案内表記。これらはJR東海公式サイトの各駅の時刻表 （页面存档备份，存于）で参照可能（2015年1月現在）。
2. 1 2  『名古屋市統計年鑑』 令和元年版、2020年。
3. ↑  『愛知県統計年鑑』、1952年、326頁。
4. ↑  『愛知県統計年鑑』、1957年、319頁。
5. ↑  『愛知県統計年鑑』、1962年、324頁。
6. ↑  『愛知県統計年鑑』、1967年、262頁。
7. ↑  『愛知県統計年鑑』、1972年、236頁。
8. ↑  『愛知県統計年鑑』、1977年、216頁。
9. ↑  『愛知県統計年鑑』、1982年、238頁。
10. ↑  『愛知県統計年鑑』、1987年、222頁。
11. ↑  『愛知県統計年鑑』、1992年、229頁。
12. ↑  『愛知県統計年鑑』、1997年、243頁。
13. ↑  『名古屋市統計年鑑』 平成13年版、2002年、200頁。
14. ↑  『名古屋市統計年鑑』 平成18年版、2007年、202頁。
15. ↑  『名古屋市統計年鑑』 平成19年版、2008年、206頁。
16. ↑  『名古屋市統計年鑑』 平成20年版、2009年、188頁。
17. ↑  『名古屋市統計年鑑』 平成21年版、2010年。
18. ↑  『名古屋市統計年鑑』 平成22年版、2011年。
19. ↑  『名古屋市統計年鑑』 平成23年版、2012年。
20. ↑  『名古屋市統計年鑑』 平成24年版、2013年。
21. ↑  『名古屋市統計年鑑』 平成25年版、2014年。
22. ↑  『名古屋市統計年鑑』 平成26年版、2015年。
23. 1 2 3  『名古屋市統計年鑑』 平成29年版、2018年。
24. ↑  『名古屋市統計年鑑』 平成30年版、2019年。

## 外部連結
- 笠寺 - 東海旅客鐵道